# Piraeus Athena

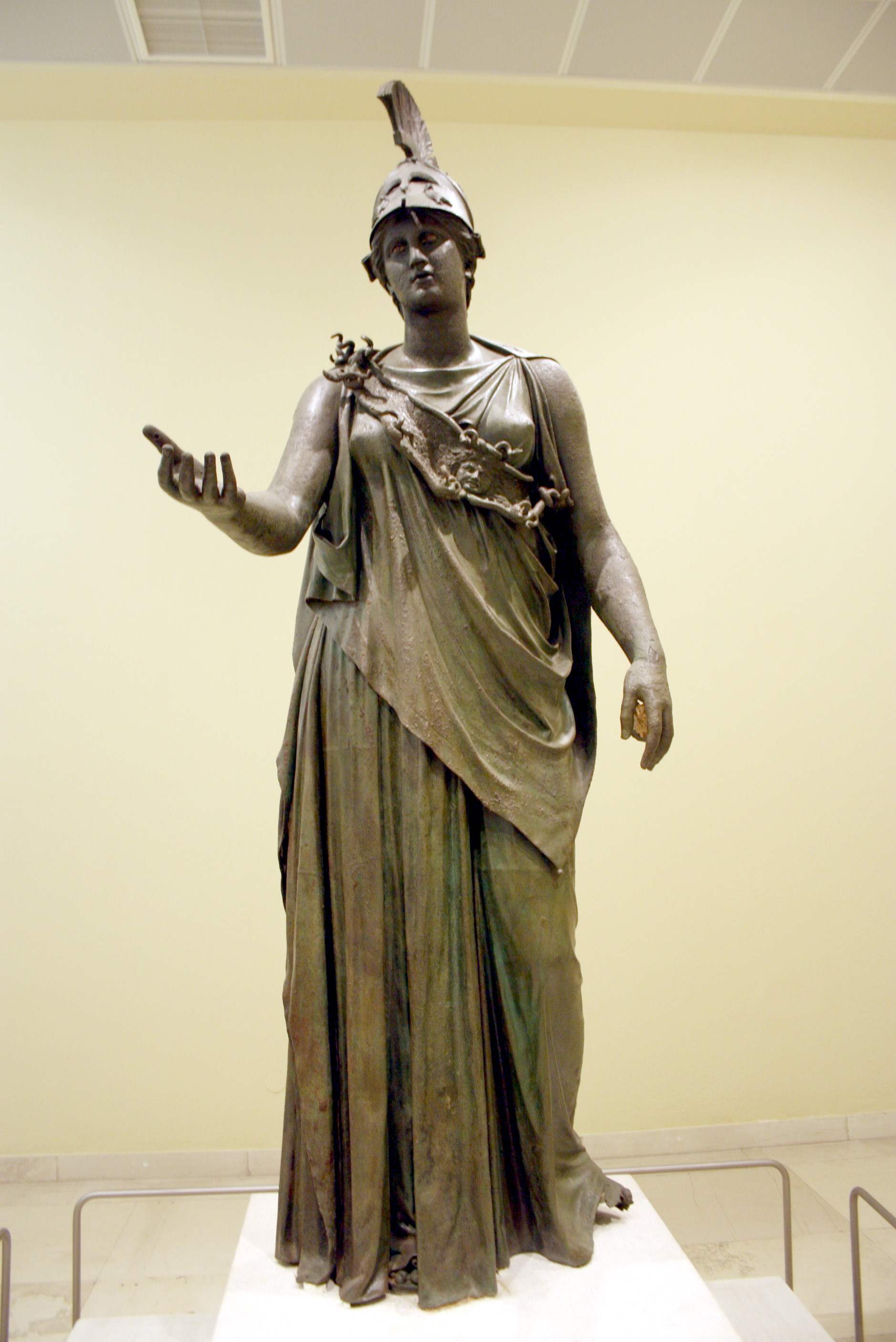
Piraeus Athena

Piraeus Athena är det nuvarande namnet på en antik staty av den grekiska gudinnan Athena. Statyn påträffades i staden Pireus i Grekland år 1959 och kallas därför Piraeus Athena. Den är utförd i brons och uppskattas vara från 300-talet f.Kr. Den är gjord i övermänsklig storlek, statyn är 235 centimeter hög, och bedöms ha varit en kultstaty avsedd för religiöst ändamål i ett tempel, snarare än en prydnad. Den avbildar Athena klädd i en lång, vid och veckrik peplos och en hjälm i korintisk stil. Statyn förvaras i det arkeologiska museet i Pireus.